# Medalha Leverhulme
A Medalha Leverhulme é uma medalha de ouro concedida a cada três anos pela Real Sociedade de Londres, desde 1960, para distinguir “contribuições significativas no campo da química, pura ou aplicada, ou da engenharia, incluindo a engenharia química”. A medalha é acompanhada por um prémio monetário de 2000 libras.
O prémio foi criado em 1960 pelo Leverhulme Trust (Fundação Leverhulme) por ocasião dos 300 anos da Real Sociedade.

## Laureados[2]
| Ano  | Nome                      | Motivo | Notas  |
| ---- | ------------------------- | --- | ------ |
| 1960 | Cyril Norman Hinshelwood  | "por suas contribuições notáveis para a físico-química" | [ 3 ]  |
| 1963 | Archer John Porter Martin | "por suas distintas e fundamentais descobertas em cromatografia e sua aplicação" | [ 4 ]  |
| 1966 | Alec Issigonis            | "por suas contribuições distintas para o design de automóveis, particularmente o Morris Minor e Austin e Morris Mini" | [ 5 ]  |
| 1969 | Hans Kronberger           | "por suas muitas contribuições distintas para a pesquisa e desenvolvimento de reatores nucleares e pela liderança notável em todos os ramos de seu campo" | —      |
| 1972 | John Adams                | "por seus muitos trabalhos ilustres no desenvolvimento de aceleradores de partículas e física de plasma" | —      |
| 1975 | Frank Rose                | "por suas contribuições ilustres para a aplicação da ciência química à indústria" | —      |
| 1978 | Frederick Warner          | "por seu destacado trabalho como engenheiro consultor nacional e internacionalmente em muitos ramos da engenharia química, principalmente no controle da poluição" | [ 6 ]  |
| 1981 | Stanley Hooker            | "por seu trabalho nos supercompressores dos motores Merlin, o desenvolvimento dos primeiros motores a jato Rolls Royce, depois os motores Bristol, incluindo aquele para o jato de salto e, mais tarde, o desenvolvimento final do motor Rolls Royce RB211" | —      |
| 1984 | John Frank Davidson       | "por suas contribuições distintas para a engenharia química, em particular o uso de leitos fluidizados." | —      |
| 1987 | George William Gray       | "por suas muitas contribuições para o campo tecnologicamente importante dos cristais líquidos" | [ 7 ]  |
| 1990 | Ray Freeman               | "para a introdução de novas técnicas em espectroscopia de ressonância magnética nuclear de alta resolução, particularmente o desenvolvimento de métodos de transformada de Fourier bidimensionais" | [ 8 ]  |
| 1993 | John Shipley Rowlinson    | "distinguido por suas contribuições para a termodinâmica, em particular para uma compreensão da físico-química das interfaces e superfícies gás-líquido" | [ 9 ]  |
| 1996 | Man Mohan Sharma          | "por seu trabalho sobre a dinâmica de reações químicas multifásicas em processos industriais" | [ 10 ] |
| 1999 | Jack Baldwin              | "em reconhecimento por suas contribuições distintas para o campo da química orgânica, incluindo seu trabalho em síntese e biossíntese de produtos naturais, particularmente por sua pesquisa no campo de antibióticos b-lactâmicos, inicialmente contribuindo para problemas biossintéticos que abriram o caminho para o estudo da enzimologia do processo e, eventualmente, culminando na determinação da estrutura cristalina da isopenicilina N sintase " | [ 11 ] |
| 2002 | Nicholas Handy            | "por suas contribuições pioneiras para o desenvolvimento da metodologia moderna da química quântica, que teve um enorme impacto na química e na biologia molecular" | [ 12 ] |
| 2005 | John Knott                | "por suas contribuições distintas para a compreensão científica quantitativa dos processos de fratura em metais e ligas e suas aplicações de engenharia" | [ 13 ] |
| 2008 | Anthony Cheetham          | "para a descoberta e caracterização de novos materiais exibindo potencial para catálise e armazenamento" | [ 14 ] |
| 2010 | Martyn Poliakoff          | "por suas contribuições notáveis nos campos da Química Verde e fluidos supercríticos pela aplicação da química para o avanço dos processos de engenharia química" | [ 15 ] |
| 2013 | Konstantin Novoselov      | para um trabalho revolucionário em grafeno, outros cristais bidimensionais e suas heteroestruturas que tem grande potencial para uma série de aplicações, de eletrônica a energia." | [ 16 ] |
| 2016 | Anne Neville              | |        |
| 2019 | Frank Caruso              | |        |